# Bactris brongniartii
Caña negra, chacarrá o palma cubarro, Bactris brongniartii es una especie de palma perteneciente a la familia de las arecáceas. Es originaria del sur de América tropical donde se distribye por Guayana Francesa, Guyana, Surinam, Venezuela, Bolivia, Colombia, Perú y Brasil.

## Usos
Esta palma es ampliamente utilizada por las comunidades de la región de los llanos orientales, a partir del estípite se elaboran objetos artesanales como persianas, materas y algunos otros objetos como flautas y bastones (San Luis de Cubarral, Meta).

## Taxonomía
Bactris brongniartii  fue descrita por Carl Friedrich Philipp von Martius y publicado en Voyage dans l'Amérique Méridionale 7(3): 59–60, t. 7, f. 2, t. 28a. 1844.
Etimología
Bactris: nombre genérico que probablemente derive de la palabra griega: baktron = "palo, caña", debido a los tallos delgados de muchas especies.
brongniartii: epíteto otorgado en honor del botánico Adolphe Theodore Brongniart.
Sinonimia
- Pyrenoglyphis brongniartii (Mart.) Burret, Repert. Spec. Nov. Regni Veg. 34: 251 (1934).
- Bactris pallidispina Mart. in A.D.d'Orbigny, Voy. Amér. Mér. 7(3): 62 (1844).
- Bactris flavispina Heynh., Alph. Aufz. Gew.: 57 (1846), nom. inval.
- Guilielma tenera H.Karst., Linnaea 28: 399 (1857).
- Bactris maraya-acu Barb.Rodr., Enum. Palm. Nov.: 36 (1875).
- Bactris rivularis Barb.Rodr., Enum. Palm. Nov.: 36 (1875).
- Bactris tenera (H.Karst.) H.Wendl. in O.C.E.de Kerchove de Denterghem, Palmiers: 234 (1878).
- Bactris piscatorum Wedd. ex Drude in C.F.P.von Martius & auct. suc. (eds.), Fl. Bras. 3(2): 354 (1881).
- Bactris cuyabaensis Barb.Rodr., Palm. Mattogross.: 42 (1898).
- Bactris stictacantha Burret, Notizbl. Bot. Gart. Berlin-Dahlem 11: 18 (1930).
- Pyrenoglyphis microcarpa Burret, Repert. Spec. Nov. Regni Veg. 34: 250 (1934).
- Pyrenoglyphis pallidispina (Mart.) Burret, Repert. Spec. Nov. Regni Veg. 34: 249 (1934).
- Pyrenoglyphis piscatorum (Wedd. ex Drude) Burret, Repert. Spec. Nov. Regni Veg. 34: 251 (1934).
- Pyrenoglyphis rivularis (Barb.Rodr.) Burret, Repert. Spec. Nov. Regni Veg. 34: 251 (1934).
- Pyrenoglyphis tenera (H.Karst.) Burret, Repert. Spec. Nov. Regni Veg. 34: 250 (1934).
- Bactris burretii Glassman, Rhodora 65: 259 (1963).[3]